# إيميبرامين
إيميبرامين (بالإنجليزية: Imipramine)‏ هو دواء اسمه التجاري توفرانيل (بالإنجليزية: Tofranil)‏ وينتمي هذا الدواء إلى مضادات الاكتئاب ثلاثية الحلقات ويستعمل كذلك في علاج سلس البول الليلي عند الأطفال.

## الأشكال الصيدلانية
أقراص 10 مغ – 25 مغ.الجرعة الدوائية : 75-150 مغ/يوم.